# Seraing
Seraing (vallonsk: Serè) er en by i Vallonien i det østlige Belgien. Byen ligger i provinsen Liége, ved bredden af floden Meuse. Indbyggertallet er pr. 1. juli 2006 på 60.877, og byen har et areal på 35,34 km².
I Tour de France 1995 blev en 54 kilometer enkeltstartsetape kørt fra byen Huy med mål i Serraing. Bjarne Riis blev nr. 2 på etapen 12 sekunder efter Miguel Indurain og 46 sek. hurtigere end Tony Rominger på tredjepladsen. Riis var herefter på løbets andenplads 23 sek. efter Indurain og med 1:57 til Gewiss-Ballan holdkammeraten Evgeni Berzin på løbets samlede tredjeplads.